# سواناشيلد
سوانَشِلد كانت الزوجة الثانية لشرل مارتل.

## فتره الحكم
تنتمي سوانشلد إلى عشيرة أجيلوفنغ، على الرغم من أن أصلها ليس واضحًا تمامًا. يمكن أن يكون والداها تاسيلو الثاني، دوق بافاريا، وزوجته إيما. بدلاً من ذلك، يمكن أن يكون والداها ثيودبرت، دوق بافاريا وزوجته ريجينترود.
في عشرينات القرن الثامن، تزوج شرل مارتل من سوانَشلد. بعد صراع أولي، أقام شرل علاقات ودية مع بافاريا.  رزقت مع مارتل بطفل واحد هو جريفو. بعد وفاة شرل، أيدت محاولة ابنها الفاشلة لكسب جزء من ميراثه. فعلت هذا بدعم من عمها أوديلو من بافاريا. بعد ذلك هبطت إلى منصب رئيسة دير شيل.